# The Rolling Stones, Now!
The Rolling Stones, Now! — музичний альбом гурту The Rolling Stones. Виданий 13 лютого 1965 року лейблом London Records. Загальна тривалість композицій становить 35:58. Альбом відносять до напрямку рок. Альбом був включений до Списку 500 найкращих альбомів усіх часів за версією журналу Rolling Stone на 181-й сходинці.

## Список пісень
1. «Everybody Needs Somebody to Love[en]» — 2:58
2. «Down Home Girl» — 4:12
3. «You Can't Catch Me[en]» — 3:39
4. «Heart of Stone» — 2:49
5. «What a Shame[en]» — 3:05
6. «I Need You Baby[en]» — 3:35
7. «Down the Road Apiece[en]» — 2:55
8. «Off the Hook[en]» — 2:34
9. «Pain in My Heart[en]» — 2:12
10. «Oh Baby[en]» — 2:08
11. «Little Red Rooster» — 3:05
12. «Surprise, Surprise[en]» — 2:31

## Позиції в чартах

### Альбом
| Рік  | Хіт-парад            | Позиція |
| ---- | -------------------- | ------- |
| 1965 | Billboard Pop Albums | 5       |
| 1966 | Billboard Pop Albums | 49      |

### Сингли
| Рік  | Сингл              | Хіт-парад                              | Позиція |
| ---- | ------------------ | -------------------------------------- | ------- |
| 1964 | Little Red Rooster | UK Top 50 Singles                      | 1       |
| 1965 | Heart Of Stone     | The Billboard Hot 100                  | 19      |
| 1965 | What A Shame       | The Billboard Hot 100 (Bubbling Under) | 124     |